# Зюдтондерн (управление)
Управление Зюдтондерн является амтом в Северной Фризии, Шлезвиг-Гольштейн. Главным городом управления является Нибюлль.
Управление Зюдтондерн было образовано 1 января 2008 года как община, в которую входят амты
Бёкинарде, Кархарде, Зюдерлюгум и Виденгарде. В 30 общинах проживает более 40 000 человек, что делает данное управление самым большим амтом в Шлезвиг-Гольштейне. Собрание депутатов находится в Нибюлле, а глава общины — в Леке.